# Cappella di San Sebastiano (Pianezza)
La cappella di San Sebastiano è una cappella dedicata a San Sebastiano, al quale ci si rivolgeva per debellare le epidemie di peste, situata alle porte dell'attuale centro storico di Pianezza (Torino).
La data di costruzione non è certa: si pensa che sia stata fatta erigere dopo la peste del 1428 o dopo quella del 1460, quando l'epidemia colpì anche Pianezza, di certo si sa che fu eretta nel XV secolo.
Era posta immediatamente fuori dall'abitato.
È a pianta quadrata di 6 m di lato, in ciottoli di fiume, gli interni sono completamente affrescati e sono attribuiti a Jaquerio e ai fratelli Serra.
Quando arrivò la tranvia a Pianezza la cappella fu spostata, su apposite rotaie, di 140 metri, per permettere un migliore passaggio.